# Водник, Валентин
Валентин Водник (словен. Valentin Vódnik или Vodník; 3 февраля 1758, Згорня-Шишка Габсбургская монархия (ныне один из районов г. Любляна, Словения) — 8 января 1819, Любляна) — словенский поэт, языковед, редактор, литературный критик, переводчик. Священник католического францисканского Ордена меньших братьев.
Деятель национального возрождения Словении, просветитель.

## Биография
Получил богословское образование. В 1784 г. стал священником в Копривнике. Здесь близко сошёлся с меценатом словенской литературы бароном Сигизмундом фон Цойсом и увлёкся минералогией и лингвистикой. В этот период времени издавал краинский календарь (1795—1797): «Velika pratika ali Kalender», к которому были приложены статьи по сельскому хозяйству.
В 1797 переселился в Любляну, стал учителем гимназии, поддерживал краинских переводчиков Библии.
Был редактором и единственным автором первой словенской газеты «Люблянске новице од вших краёв целига свейта» («Lublanske novice od všich krajov cęliga svęjta», 1797—1800).
Начало XIX века пробудило у словенцев живые надежды на лучшее национальное будущее, которые достигли апогея в 1809, когда в результате наполеоновских войн Краина и Словенское Приморье перешли к Франции. Выразителем этого воодушевления стал В. Водник. Благодаря своему знанию французского языка, получил должность директора всех учебных заведений Иллирийской провинции.
Валентин Водник — реформатор школьного обучения, в 1811 издал школьную грамматику «Pisemnost», в начале которой поместил стихотворение «Ilirija oživljena» («Воскрешённая Иллирия»), где наиболее ярко проявились национально-патриотические надежды словенцев.
Он перевёл французскую грамматику Ломонда и написал учебник по словенскому языку для начальных школ. В это же время с большим рвением трудился над составлением пространного немецко-словенско-латинского словаря «Slovar némshko-slovensko-latinski», который, однако, не успел окончить.
Падение Наполеона уничтожило все надежды иллирийцев, которые вновь подпали под власть Австрийской монархии.
Водник, расставшись с прежними мечтаниями, решил, что словенцы могут рассчитывать на лучшее будущее только в том случае, если они примирятся со своим положением и докажут Габсбургам свою политическую благонадежность. Побуждаемый этой мыслью, поэт написал военную песню для словенских солдат «Estrajh sa sve» («Австрия для всех»). Однако, это не спасло его от преследований за прежнюю общественно-политическую деятельность.
Он был лишён места директора и назначен учителем итальянского языка, с ничтожным жалованьем. С тех пор В. Водник влачил жалкое существование и его педагогическая деятельность почти прекратилась.

## Творчество
Как поэт дебютировал в 1781. Его сборник «Стихотворные опыты» (1806) содержал первые словенские стихи, написанные живым народным языком. Водник пробуждал чувство национального самосознания, воссоздавал эпизоды народной истории (ода «Воскрешённая Иллирия», 1811), обрабатывал юмористические бытовые сюжеты.
В 1806 году собрал свои стихотворения в сборник «Pesme sa pokuschino», затем составил прекрасный учебник «Geschichte des Herzogthumus Krain, des Geliebthes von Trieste und der Grafschaft Görz» (1809).
Поэту принадлежат воинственные песни для славянского ополчения «Pesme sa brambovze».
В. Водник занимает видное место в словенской литературе. Считается, что с него началось словенское «возрождение».
Заслуги В. Водника высоко ценятся словенцами, в 1880 году ему был поставлен памятник в Любляне.
К 250-летию со дня рождения Валентина Водника Национальный банк республики Словения выпустил серебряные (номиналом €30) и золотые (номиналом €100) монеты с профилем Валентина Водника. На них стоит строфа из его стихотворения «Moj spomenik» («Мой Памятник») — «Нет дочери, нет сына следующих за мной, всё в моей памяти: песня, поёт за меня».

## Избранная библиография

### Поэзия
- Pesme za pokušino (сборник стихов, 1806)
- Pesmi za brambovce (сборник стихов, перевод с патриотических австрийских стихов, воспевающих Наполеона, 1809)
- Pesme (посмертный сборник стихов, 1840)

### Педагогические труды
- Popisuvanje Krajnske dežele (Velika pratika, 1795)
- Povedanje od slovenskiga jezika (первая на словенском языке, 1797—1798)
- Kuharske bukve (перевод с немецкого, 1799)
- Babištvo ali Porodničarski Vuk za Babice (перевод, 1818)

### Учебники
- Geschichte des Herzogthumus Krain, des Geliebthes von Trieste und der Grafschaft Görz (1809)
- Abeceda za perve šole (1811)
- Pismenost ali Gramatika za perve šole (1811)
- Početki gramatike to je Pismenosti Franzoske gospoda Lhomonda …: sa latinske franzoske shole v' Illirii (1811)
- Keršanski navuk za Illirske dežele vzét iz Katehizma za vse cerkve Francozkiga Cesarstva (1811)
- Abeceda ali Azbuka (1812)
- Slowenisches Wörterbuch — Slovensek Besednjak(словарь, оставшийся в рукописи, 1813)
- Vodnikova Krajnska pismenost okrajšana za male šole (1847)